# Pseudexostoma
Pseudexostoma is een geslacht van straalvinnige vissen uit de familie van de zuigmeervallen (Sisoridae).

## Soorten
- Pseudexostoma brachysoma Chu, 1979
- Pseudexostoma longipterus Zhou, Yang, Li & Li, 2007
- Pseudexostoma yunnanense (Tchang, 1935)